# Сашими
Сашими (на японски: 刺身) е японски деликатес, състоящ се от прясна сурова риба или месо, нарязано на тънки парчета и често консумирано със соев сос.

## Етимология
Думата „сашими“ означава „пробито тяло“ („刺身“ = сашими), където 刺 し = саши („прободен“) и 身 = ми („тяло“, „месо“). Тази дума датира от периода на Муромачи и вероятно е измислена, когато думата „切 る“ = киру („изрязване“) се счита за твърде неблагоприятна в кулинарен контекст и изобщо да бъде използвана от никой друг освен от самураите. Тази дума може да произтича от кулинарната практика на залепване на опашката и перката на рибата върху резените месо с цел идентифициране на ядената риба.

## Сашими и суши
Мнозина не-японци използват термините „сашими“ и „суши“ взаимозаменяемо, но двете ястия са различни и отделни. Суши се отнася до всяко ястие, приготвено с оцетен ориз (ориз на пара с подправки на основата на оцет). Докато суровата риба е една традиционна съставка за суши, много ястия за суши съдържат морски дарове, които са били сготвени, а други изобщо нямат морски дарове. За разлика от това сашими винаги се сервира самостоятелно, само овкусено, като рибата или месото са съвсем леко обработени.
При поднасянето и на двете ястия майстор готвачите използват много фантазия и различни способи, за да добавят малко настроение в платото с храната. За кое са необходими повече идеи е трудно да се определи. Причината е, че в самата японска кухня е залегнала традицията храната да бъде не само вкусна, но и красива на външен вид.

## Сервиране
Сашими често е първото ястие в официално японско хранене, но може да бъде и основното ястие, поднесено с ориз и мисо супа (на японски: 味噌汁) в отделни купи. Японските готвачи смятат сашими за най-доброто ястие в японската официална трапеза и препоръчват да се яде преди други силни вкусове да повлияят на небцето.

## Галерия
- Сашими от риба тон, сепии и sparidae
- Плоча от фугу сашими
- Говеждо сашими
- Пилешко сашими
- Делфинско сашими